# じゃがいぬくん
『じゃがいぬくん』は、すぎやままさこによる日本の漫画、もしくはそれを基にしたテレビアニメである。

## 概要
『朝日小学生新聞』に連載された4コマ漫画である。順次、公式サイト上に再掲されている。
『じゃがいぬくん』に登場する動物は野菜と果物をモチーフにしていることが多い。

## 登場人物
じゃがいぬ
声 - 安達忍
じゃがいもといぬを合わせたような生き物。
はりぽてと
声 - 小林沙苗
はりねずみとさつまいもを合わせたような生き物。ハリネズミでいう針に該当する部分には、芽が生えている。じゃがいぬくんのガールフレンド。
ねぎわに
声 - 滝知史
ねぎとわにを合わせたような生き物。
キューリバード
声 - 井上隆之
きゅうりととりを合わせたような生き物。祖父はゴーヤーバード。
そらまめどり
声 - 堀江由衣
そらまめと小鳥の雛をあわせたような生き物。キューリバードと一緒にいることが多い。
くろまめどり
声 - 堀江由衣
そらまめどりの「さや」が、とつぜんさかさまになると 出てくる。
すいかめ
声 - 加藤奈々絵
スイカとカメを合わせたような生き物。
かめろん
声 - 小林優子、成田紗矢香
メロンとカメを合わせたような生き物。
かばはくさい
声 - 矢薙直樹
かばとはくさいを合わせたような生き物。レタゾウのことが好き。
レタゾウ
声 - 下屋則子
レタスと象を合わせたような生き物。吸引力が大きい。じゃがいぬのことが好きで、一方的にキスした時、その様子をはりぽてとに見られ、彼女に誤解を与えた。
チェリーマウス
声 - 本名陽子（兄）、成田紗矢香（弟）
サクランボとねずみを合わせたような生き物である双子。
なすいぬ
声 - 浦田優
じゃがいぬの友達。
こなすいぬ
声 - 千葉千恵巳
なすいぬの妹。
ゴーヤバード
声 - 秋元羊介
キューリバードの祖父で、ゴーヤの鳥。
さといの
声 - 比嘉久美子
さといもと猪を合わせたような動物。
こーんぎつね
声 - 松岡由貴
とうもろこしときつねを合わせたような生き物。おちこんでいたはりぽてとを励ました。
いちごうもり
声 - 加藤奈々絵
いちごとこうもりを合わせたような生き物。
しそびらめ
声 - 甲斐田ゆき
しそとひらめを合わせたような生き物。
だいこんぺんぎん
声 - 大須賀純
だいこんとペンギンをあわせたような生き物。
しいたけろ
声 - 檜山修之
しいたけとカエルをあわせたような生き物。
ばくはす
声 - 大川透
バクとレンコンをあわせたような生き物。
にゃんこんぶ
声 - 津村まこと
こんぶとネコをあわせたような生き物。
ミントト
声 - 飛田展男
ミントと小魚をあわせたような生き物。
ごぼへび
声 - 遠藤綾
ごぼうとヘビをあわせたような生き物。
カニフラワー
声 - 速水奨
カリフラワーとカニをあわせたような生き物。
みかんどり
みかんと鳥のひなをあわせたような生き物。
モモミンゴ
声 - 日高のり子
モモとフラミンゴをあわせたような生き物。
ペアバード
声 - 麦人
洋梨と鳥をあわせたような生き物。
こうもりんご
声 - 飛田展男
リンゴとこうもりをあわせたような生き物。
ライナップル
声 - 長嶝高士
パイナップルとライオンをあわせたような生き物。
わさえび
声 - 近藤孝行
ワサビとエビをあわせたような生き物。
かきぺん
声 - 矢島晶子
かきとペンギンをあわせたような生き物。葉に乗ってやってくるため、真似したがったこなすいぬが無理やりしそびらめに乗ろうとした。
ラディッチュ
声 - 神奈延年
ラディッシュとねずみをあわせたような生き物。
まつたけん
声 - 稲田徹
まつたけといぬをあわせたような生き物。
ブロッコアラ
声 - 森永理科
ブロッコリーとコアラをあわせたような生き物。
レモビーバー
声 - 木川絵里子
レモンとビーバーをあわせたような生き物。
アスパラとかげ
声 - 千葉繁
アスパラガスとトカゲをあわせたような生き物。
ちんげんぴょん
声 - 長谷川静香
チンゲンサイとウサギをあわせたような生き物。
セロリス
声 - 小林晃子
セロリとリスをあわせたような生き物。
ニャロット
声 - 新谷良子
ニンジンとネコをあわせたような生き物。
ざくろう
ザクロとフクロウをあわせたような生き物。
きゃべつる
キャベツとつるをあわせたような生き物。
ほーれんちゅー
声 - 相沢雅輝
ホウレンソウとねずみをあわせたような生き物。
もぐらっきょう
声 - 津久井教生
ラッキョウとモグラをあわせたような生き物。
キャロピョン
声 - 廣田詩夢
ニンジンとウサギをあわせたような生き物。
すいかえる
声 - 鈴木琢磨
スイカとカエルをあわせたような生き物。
とりがらし
声 - 室園丈裕
トウガラシととりをあわせたような生き物。
メシープ
声 - 水樹奈々
米とヒツジをあわせたような生き物。
えのきりん
声 - 名塚佳織
エノキとキリンをあわせたような生き物。
いんげんへび
声 - 檜山修之
インゲンとヘビをあわせたような生き物。
クマンゴー
声 - 若本規夫
マンゴーとクマをあわせたような生き物。
うりまじろ
声 - 松岡由貴
ウリとアルマジロをあわせたような生き物。
ズッキーカメレオン
声 - 緒方賢一
ズッキーニとカメレオンをあわせたような生き物。
パンプきんぎょ
声 - 津村まこと
カボチャときんぎょをあわせたような生き物。
たぬねぎ
声 - 西脇保
タヌキとタマネギをあわせたような生き物。
バナナンバード
声 - まるたまり
バナナととりをあわせたような生き物。なすいぬくんのガールフレンド。
やまくだ
声 - 野島裕史
ヤマイモとラクダをあわせたような生き物。
ドリアンコウ
声 - 中村俊洋
ドリアンとアンコウをあわせたような生き物。
らっかせいうち
声 - 成田剣
ラッカセイとセイウチをあわせたような生き物。
ウッキーウイ
声 - 永井一郎
キウイとサルをあわせたような生き物。
パンプキリン
声 - 川田紳司
カボチャとキリンをあわせたような生き物。
グレップー
声 - 長嶝高士
ブドウとコブタをあわせたような生き物。
ゴリピーマン
声 - 杉田智和
ピーマンとゴリラをあわせたような生き物。
てんとうむし
じゃがいぬくんのしっぽの上でデートをしている二匹のてんとうむし。
ちょうちょ
じゃがいぬくんのしっぽの上で休んだりお昼寝をしているちょうちょ。
いもむし
声 - 小林沙苗

## テレビアニメ
2004年にMBSの『ブリンぶりん家』で17話分放送された後、2005年に『キッズステーション』にて残り9話分の放送が開始された。

### スタッフ
- 原作・シリーズ構成 - すぎやままさこ
- 監督 - 香川豊
- 脚本 - 静谷伊佐夫
- キャラクターデザイン・作画監督 - 伊藤郁子
- 美術監督 - 中村隆
- 音楽 - 五十嵐洋
- プロデューサー - 蛭田とみ代（アニプレックス）、地引和夫（エッグ）
- アニメーション制作 - エッグ
- 製作 - エッグ、アニプレックス
- 主題歌 - 佐々木朋子

### 各話リスト
| 話数   | サブタイトル               | 絵コンテ     | 演出         |
| ------ | -------------------------- | ------------ | ------------ |
| 第1話  | 4コマ劇場                  | 香川豊       | 大宅光子     |
| 第2話  | しっぽは最高!              | 香川豊       | 大宅光子     |
| 第3話  | やっと会えたね             | 香川豊       | 酒井伸次     |
| 第4話  | そらまめどりはどこへ?      | 香川豊       | 酒井伸次     |
| 第5話  | さみしがりやのいちごうもり | おがわひろし | 酒井伸次     |
| 第6話  | 秘密のどうくつ             | おがわひろし | 大宅光子     |
| 第7話  | どうくつの秘密             | おがわひろし | 大宅光子     |
| 第8話  | いっしょなら…              | おがわひろし | 大宅光子     |
| 第9話  | まっすぐバンザイ!          | 香川豊       | 酒井伸次     |
| 第10話 | 雨ふって、しいたけろ       | 香川豊       | 酒井伸次     |
| 第11話 | 長いねぎわにくん           | 香川豊       | 酒井伸次     |
| 第12話 | 泣き虫すいかめくん         | 香川豊       | 酒井伸次     |
| 第13話 | 踊ればハッピー             | 香川豊       | 石黒育       |
| 第14話 | みかんどりの宝物           | 大宅光子     | 大宅光子     |
| 第15話 | 恋するモモミンゴ           | 香川豊       | 大宅光子     |
| 第16話 | さといのくん一直線!        | 大宅光子     | 大宅光子     |
| 第17話 | ペアバードと流れ星         | 酒井伸次     | 酒井伸次     |
| 第18話 | だいこんぺんぎんの氷       | おがわひろし | 山口美浩     |
| 第19話 | ゴーヤバードのいたずら     | おがわひろし | 山口美浩     |
| 第20話 | べじた湾の怪物（前編）     | しぎのあきら | しぎのあきら |
| 第21話 | べじた湾の怪物（後編）     | しぎのあきら | しぎのあきら |
| 第22話 | スリムになりたいとまくん   | しぎのあきら | しぎのあきら |
| 第23話 | くろまめどり現わる         | 香川豊       | 山口美浩     |
| 第24話 | コウモリンゴくんの秘密     | 山口美浩     | 山口美浩     |
| 第25話 | 不思議なはっぱ             | しぎのあきら | しぎのあきら |
| 第26話 | 雨をさがしに               | しぎのあきら | しぎのあきら |

## ゲーム
2000年3月24日、ビクターインタラクティブソフトウェアよりゲームボーイ用ソフトがリリースされた。このソフトはニンテンドウパワーでの書き換えサービスの対象になっていた。ゲーム中の音楽は所ジョージが手掛けている。